# Lawrence Kasdan
Lawrence Kasdan (ur. 14 stycznia 1949 w Miami) – amerykański reżyser i scenarzysta filmowy. Był trzykrotnie nominowany do Oscara za scenariusze do filmów: Wielki chłód (1983), Przypadkowy turysta (1988) i Wielki Kanion (1991).
Kasdan jest autorem lub współautorem scenariuszy do większości reżyserowanych przez siebie filmów. Jest także współautorem scenariuszy do takich hitów jak: Poszukiwacze zaginionej Arki (1981) czy Bodyguard (1992).

## Filmografia
| Rok  | Tytuł                                 | Reżyser | Scenarzysta | Producent | Uwagi                                               |
| ---- | ------------------------------------- | ------- | ----------- | --------- | --------------------------------------------------- |
| 1980 | Gwiezdne wojny: Imperium kontratakuje |         | T           |           | Wspólnie z Leigh Brackett i George’em Lucasem       |
| 1981 | Poszukiwacze zaginionej Arki          |         | T           |           | Wspólnie z George’em Lucasem i Philipem Kaufmanem   |
| 1981 | Żar ciała                             | T       | T           |           |                                                     |
| 1981 | Przez kontynent                       |         | T           |           |                                                     |
| 1983 | Gwiezdne wojny: Powrót Jedi           |         | T           |           | Wspólnie z George’em Lucasem                        |
| 1983 | Wielki chłód                          | T       | T           | T         | Producent wykonawczy                                |
| 1985 | Silverado                             | T       | T           | T         | Współscenarzysta (razem z bratem, Markiem Kasdanem) |
| 1988 | Przypadkowy turysta                   | T       | T           | T         | Współscenarzysta (razem z Frankiem Galati)          |
| 1990 | Kocham cię na zabój                   | T       |             |           |                                                     |
| 1991 | Wielki kanion                         | T       | T           | T         | Współscenarzysta (razem z żoną Meg Kasdan)          |
| 1992 | Bodyguard                             |         | T           | T         |                                                     |
| 1994 | Wyatt Earp                            | T       | T           | T         | Współscenarzysta (razem z Danem Gordonem)           |
| 1995 | Francuski pocałunek                   | T       |             |           |                                                     |
| 1999 | Mumford                               | T       | T           | T         |                                                     |
| 2003 | Łowca snów                            | T       | T           | T         | Współscenarzysta (razem z Williamem Goldmanem)      |
| 2012 | Darling Companion                     | T       | T           | T         | Współscenarzysta (razem z żoną, Meg Kasdan)         |
| 2015 | Gwiezdne wojny: Przebudzenie Mocy     |         | T           |           | Wspólnie z J.J. Abramsem i Michaelem Arndtem        |
| 2017 | Five Came Back                        |         |             |           | Aktor, jako: on sam                                 |
| 2018 | Han Solo: Gwiezdne wojny – historie   |         | T           | T         | Współtwórca (razem z synem Jonem Kasdanem)          |

## Nagrody
- Nagroda na MFF w Berlinie Złoty Niedźwiedź: 1992 Wielki Kanion